# Сивило (филм)
Сивило (енгл. The Grey) је амерички преживљавачки филм из 2011. године режисера и продуцента Џоа Карнахана, а у главним улогама су Лијам Нисон, Френк Грило и Дермот Малрони. Филм је заснован на краткој причи Ghost Walker Ијана Макензија Џеферса, који је написао сценарио заједно са Карнахамом. Прича прати групу људи, насуканих у Аљасци након пада авиона, који се морају изборити са чопором вукова, који их прогања по екстремно хладном времену.
У америчке биоскопе је пуштен 27. јануара 2012. године и добио је похвале за своју филозофску тематику, кинематографију, звучне ефекте и глуму, док су неки дијалози и крај филма критиковани. Зарадио је преко 77 милиона долара широм света.

## Радња
Група стручњака за бушење нафте креће кући са Аљаске. Међутим услед невремена њихов авион се руши у планине. Седам преживелих покушава да се избори са смртоносним повредама и хладним временом. Убрзо ће увидети да њиховим проблемима није крај. Схватају да ће морати да се суоче са чопором вукова.
Вођство над групом преузима Џон Отвеј који предлаже да бекством у шуму покушају да се спасу. Преживели имају мало времена да се изборе са неподношљивом хладноћом и чопором гладних вукова.

## Улоге
| Глумац             | Улога        |
| ------------------ | ------------ |
| Лијам Нисон        | Џон Отвеј    |
| Френк Грило        | Џон Дијаз    |
| Дермот Малрони     | Џером Талгет |
| Далас Робертс      | Пит Хенрик   |
| Џо Андерсон        | Тод Фланери  |
| Нонсо Анози        | Џексон Берк  |
| Џејмс Беџ Дејл     | Лук Левенден |
| Бен Хернандез Бреј | Хернандез    |
| Ен Опеншо          | Ана Отвеј    |